# Luciana Diniz
Luciana Diniz (née le 11 octobre 1970) est une cavalière portugaise d'origine brésilienne dont la spécialité est le saut d'obstacles. Elle se classe actuellement treizième sur la FEI Rolex Ranking List. En plus du saut d'obstacles, Diniz a également commencé une série documentaire sur ses chevaux appelée Hoofprint Series.
Luciana Diniz participe aux Jeux olympiques d'été de 2016 à Rio de Janeiro en tant que compétitrice individuelle pour le Portugal, montée sur Fit For Fun.

## Biographie

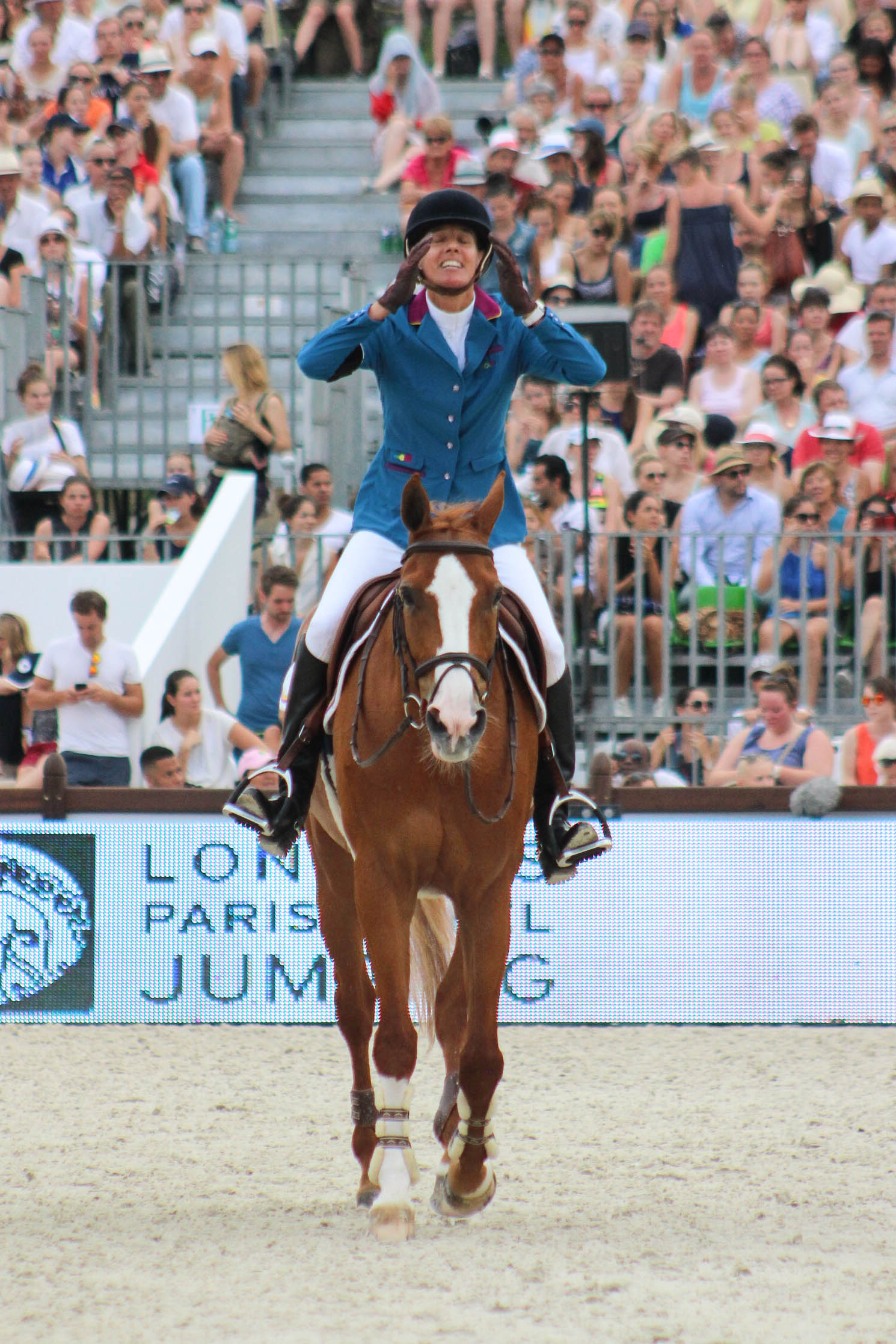
Diniz célèbre un sans-faute, montée sur Fit For Fun au Grand Prix LGCT de Paris

Diniz est née à São Paulo, au Brésil. Elle est la fille de l'ancienne cavalière brésilienne de dressage et huit fois championne Lica Diniz et du joueur de polo Arnaldo Diniz. Ses deux frères, Andre et Fabio, ont suivi leur père et sont aujourd'hui les deux meilleurs joueurs de polo brésiliens au monde. Elle a un troisième frère, Arnaldo, qui est un coureur amateur et qui a remporté les championnats amateurs brésiliens en 2014.
Durant son enfance, Diniz commence par pratiquer le dressage comme sa mère et monte le cheval familial Marko jusqu'à la mort de ce dernier à l'âge de onze ans.
Elle arrête ensuite l'équitation pendant un mois avant d'y revenir et découvre le saut d'obstacles. Elle remporte les championnats de saut d'obstacles pour enfants à l'âge de douze ans et les championnats de saut d'obstacles juniors à quatorze et dix-huit ans.
Diniz quitte la maison familiale à l'âge de dix-huit ans et commence à s'entraîner dans diverses écuries de champions de saut d'obstacles, comme Alwin Schockemoele, avant de créer sa propre entreprise à Fürstenau, en Basse-Saxe. Lors des Jeux olympiques d'été de 2012, elle termine septième du concours individuel. En 2015, elle est la grande gagnante du Longines Global Champions Tour.

## Vie privée
Diniz a des fils jumeaux, Pedro et Paulo . Elle vit actuellement à Sankt Augustin. Elle est également connue pour parler couramment cinq langues.
Elle a également créé une « philosophie de l'éducation informelle » appelée GROW, qui est censée enseigner aux gens, principalement des enfants, comment devenir de meilleurs individus et améliorer la société. En plus d'aider les gens, GROW enseigne également comment monter à cheval, principalement pour le saut d'obstacles.

## Sponsors
Elle est sponsorisée par Bruno Delgrange Sellier, Deserata Show Jackets et Roeckl Gloves.